# Skyrock
Skyrock.com – francuski serwis społecznościowy założony w grudniu 2002 roku przez francuskie radio Skyrock FM.
Na początku marca 2007 strona była dostępna w językach: francuskim, angielskim, niemieckim, duńskim i hiszpańskim. W styczniu 2008 uruchomiono wersję norweską, portugalską, włoską, szwedzką, duńską i fińską.
16 czerwca 2023 roku zespół Skyrock ogłosił trwałe zamknięcie sieci społecznościowej, aby zachować zgodność z przepisami dotyczącymi danych osobowych, poprzez artykuł opublikowany na ich oficjalnym blogu.